# Fred Schepisi
Fred Schepisi, né le 26 décembre 1939 à Richmond, dans la banlieue de Melbourne, est un producteur, réalisateur et scénariste australien.

## Filmographie

### Réalisateur
- 1973 : Libido (en) (segment The Priest)
- 1976 : The Devil's Playground
- 1978 : Le Chant de Jimmy Blacksmith (The Chant of Jimmie Blacksmith)
- 1982 : Barbarosa
- 1984 : Iceman
- 1985 : Plenty
- 1987 : Roxanne
- 1988 : Un cri dans la nuit (A Cry in the Dark)
- 1990 : La Maison Russie (The Russia House)
- 1992 : Mr. Baseball
- 1993 : Six Degrees of Separation
- 1994 : L'Amour en équation (I.Q.)
- 1997 : Créatures féroces (Fierce Creatures)
- 2001 : Last Orders (film)
- 2003 : Une si belle famille (It Runs in the Family)
- 2005 : Empire Falls (TV)
- 2011 : L'Œil du cyclone
- 2013 : Lessons in Love (Words and Pictures)
- 2017 : Andorra

### Scénariste
- 1976 : The Devil's Playground
- 1978 : Le Chant de Jimmy Blacksmith (The Chant of Jimmie Blacksmith)
- 1988 : Un cri dans la nuit (A Cry in the Dark)
- 2001 : Last Orders

### Producteur
- 1976 : The Devil's Playground
- 1978 : Le Chant de Jimmy Blacksmith (The Chant of Jimmie Blacksmith)
- 1990 : La Maison Russie (The Russia House)
- 1991 : Boys From the Bush (série télévisée)
- 1992 : Mr. Baseball
- 1993 : Six Degrees of Separation
- 1994 : L'Amour en équation (I.Q.)
- 1995 : That Eye, the Sky
- 2001 : Last Orders
- 2003 : Say I Do
- 2003 : Levity
- 2003 : Une si belle famille (It Runs in the Family)
- 2013 : Lessons in Love (Words and Pictures)

## Distinctions
- 2011 : Prix de la critique au festival international du film de Melbourne pour The Eye of the Storm
- 2011 : Prix spécial du jury au Festival international du film de Rome pour The Eye of the Storm